# Grande Ourse (série télévisée)
Pour les articles homonymes, voir Grande Ourse (homonymie).
Grande Ourse : La Clé des possibles
Grande Ourse (suivi de L'Héritière de Grande Ourse) est une série télévisée québécoise en vingt épisodes de 45 minutes, créée par Frédéric Ouellet et réalisée par Patrice Sauvé.  Elle est diffusée pour la première fois du 5 janvier 2004 au 10 mars 2005 à la Télévision de Radio-Canada.
En France, la série a été diffusée à partir du 3 mai 2006 sur TV5 Monde.
Grande Ourse : La Clé des possibles est un film long-métrage complétant la série. Sorti en salle au Québec au printemps 2009, le film met en vedette Louis-Bernard Lapointe (Marc Messier), Émile Biron (Normand Daneau) et Gastonne Belliveau (Fanny Malette).

## Résumé

### Première saison:Grande Ourse(2004)
Village minier isolé du nord du Québec, Grande Ourse devient le centre d'un tourbillon de phénomènes inexplicables qui viennent perturber la vie paisible des habitants. Le mystère s'épaissit de jour en jour et personne ne sait comment le percer. Personne ne semble plus à l'abri.
Curieusement, au même moment où commencent ces événements anormaux, Blanche Von Trieck, une veille dame aux pouvoirs de clairvoyance, annonce, avant de connaître une mort inexpliquée, que le drame va secouer la famille de Georges Ferron, propriétaire de la mine de Grande Ourse. Et si les prédictions de Blanche, qui annonçait « qu'un très mauvais cycle venait de commencer » étaient vraies...
Louis-Bernard Lapointe, un ex-journaliste vedette de l'information télévisée, narcissique, insolent et veuf, voit sa carrière et sa vie s'anéantir pour cause de son irrépressible penchant pour l'alcool. Désespéré qu'on l'envoie à Grande Ourse pour un reportage, il y débarque, trouvant le village comme Blanche l'avait prédit. D'emblée, il ne veut rien savoir de Grande Ourse qu'il déteste et qualifie de « trou perdu » (Pour lui, tout ce qui se trouve en haut du 50e parallèle l'est). Il faut dire que Grande Ourse perdra son apparence banale très rapidement. Mais il ne lui faudra pas beaucoup de temps pour que ces événements bizarres et surtout une femme aussi belle que mystérieuse, Catherine Laplante, qui ressemble à première vue à sa regrettée épouse Marie, ne retiennent l'attention de Lapointe et l'incitent à rester.
Est-ce un signe du destin ? Peut-être que Lapointe n'est pas seulement là pour des raisons professionnelles ? C'est ce que pense la « défunte » Blanche. 
Lorsque Lapointe vient visiter la maison des Von Trieck, après avoir eu l'envie soudaine de rester à la suite de sa rencontre avec Catherine, Blanche lui annonce qu'il est le « messager ». Autrement dit, il a été désigné pour sauver l'âme de celle-ci. Elle lui remet enfin un papier qui est griffonné de six phrases qui l'aidera à sauver l'âme de Blanche et son âme à lui. Pas convaincu d'être l'homme qu'il lui faut, il obéit tout de même. 
Entre-temps, il a fait la connaissance d'Émile Biron, un journaliste local grand admirateur de Lapointe et qui, voulant gagner son estime et son amitié, devient son assistant. Biron finira par réussir de ce côté, mais ce ne sera pas de tout repos. Biron entraîne son idole dans une enquête laborieuse, aidé des phrases intrigantes de Blanche Von Trieck. De plus, ce sont eux qui résolvent le plus gros de l'affaire, découvrant complot et indices les uns après les autres. Un duo qui fait ses preuves...
Bientôt aidé par la policière Gastonne Belliveau, le duo en verra des vertes et des pas mûres : la télévision (seul divertissement disponible) qui devient folle, aucune ne fonctionnant à Grande Ourse mais impossible de les éteindre, des apparitions à l'écran de gens du village qui dévoilent leurs pires secrets, des meurtres énigmatiques, des visions étranges de Pierre Lamy (le plus fidèle disciple de Blanche qui a mis la main sur son grimoire magique), catastrophes en séries dans la famille Ferron, la Sécurité Nationale qui vient s'en mêler, des révélations troublantes sur des recherches confidentielles qui ont eu lieu des années auparavant, etc.
Bref, la ville est en émoi. Quand cela s'arrêtera-t-il ?
Disons que rien ne laisse croire que Grande Ourse a déjà été un village « normal »...

### Deuxième saison:L'Héritière de Grande Ourse(2005)
L’action de la deuxième saison se déroule cinq ans après la fin de la première. Le journaliste Louis-Bernard Lapointe, maintenant installé à Grande-Ourse, est hanté par un cauchemar récurrent se déroulant à Verdeuil, une banlieue cossue de Montréal. Il rameute Biron, devenu journaliste à la pige dans la région montréalaise. Tous deux se rendent à Verdeuil et se retrouvent sur les lieux d’un meurtre dont est victime Jérôme Lachance, un professeur d’histoire au mode de vie dissolue ayant parmi ses élèves Sarah Von Trieck, la nièce de Blanche.
C'est Gastonne Belliveau, maintenant policière à Verdeuil, qui se voit confier l’enquête sur le meurtre de Jérôme. Elle est secondée par Conrad Raté, un policier dont l’attitude rigide cache mal l'intérêt qu'il porte à sa collègue. Alors que Lapointe, et maintenant Biron, continuent à faire des rêves étranges; un deuxième crime a lieu. L’enquête de Gastonne se concentre de plus en plus sur l’entourage de l’énigmatique Julien Beaumont, un homme très riche, propriétaire de laboratoires où se poursuivent d'ambitieuses expériences bio-génétiques.

## Distribution
- Marc Messier : Louis-Bernard Lapointe
- Normand Daneau : Émile Biron
- Fanny Mallette : Gastonne Belliveau
- Elise Guilbault : Blanche Von Trieck
- Martin Larocque : Thomas Von Trieck
- Gilles Renaud : Robert Belliveau
- Mario Saint-Amand : Pierre Lamy
- Réal Bossé : un employé de Thomas
- Patrice Robitaille : un employé de Thomas

### Première saison
- Robert Bellefeuille : Saint-Denis
- Annick Bergeron : Sophie Latour
- Emmanuel Bilodeau : Armand Laflamme
- Lise Castonguay : Suzanne Ferron
- Suzanne Clément : Hélène Marcoux
- Sébastien Delorme : Jean-Guy Poitras
- Maxime Denommée : Christian Ferron
- Anne Dorval : Catherine Laplante
- Hugues Frenette : Agent Marcoux
- Jacques Godin : Dr. Mondoux
- Benoît Gouin : Gilbert Thibodeau
- Zoé Lajeunesse : Sarah Von Trieck
- Michel Laperrière : Édouard Paquette
- Nathalie Mallette : Simone Letendre
- Julie McClemens : Stéphanie Ferron
- Guy Nadon : Georges Ferron
- Jérémie Boucher : Fils de Catherine
- Louise Turcot : Nicole Corbeil
- Jean-Robert Bourdage : Marcel

### Deuxième saison:L'Héritière de Grande Ourse
- Albert Millaire : Julien Beaumont
- Marc Labrèche : Conrad Raté
- Viviane Audet : Sarah
- Francis Ducharme : Marc
- Maude Laurendeau : Justine Beaumont
- Céline Bonnier : les jumelles Denise et Dora
- Isabel Richer : Barbara Beauregard
- Patrice Godin : Antoine
- Marc Béland : Jérôme
- Andrée Lachapelle : Madame Sylvestre

## Fiche technique
- Auteur : Frédéric Ouellet
- Réalisateur : Patrice Sauvé
- Producteur exécutif : Jean-François Mercier
- Producteur : André Monette
- Production : Les productions Point de mire inc.

## Épisodes

### Première saison:Grande Ourse(2004)
1. Bas les masques !
2. Le mal surgit de l'ombre
3. La Mort de l'innocence
4. L'Appel de la nuit
5. Patience et longueurs d'onde
6. La clef des champs... magnétiques
7. Love Hurts
8. Coups et blessures au carnaval
9. Colère et miséricorde
10. Le commencement de la fin

### Deuxième saison:L'Héritière de Grande Ourse(2005)
1. Appartement 707
2. Le Domaine
3. Le seigneur soit avec vous
4. La Croix de la sorcière
5. Coups durs
6. Des traces
7. Sur les toits de Verdeuil
8. Justine ou ne pas être un homme
9. Le Profil
10. Le Passé, le futur et le présent

## Commentaires
Lors de la diffusion de la série, c'est d'abord l'aspect novateur de la réalisation de Patrice Sauvé qui est relevé par la critique. Mettant en vedette de nombreux acteurs populaires de la télévision québécoise, Grande Ourse connaît un succès d'envergure dès ses premiers épisodes. Or, c'est dans les années qui suivent que la série s'inscrit dans l'histoire de la dramaturgie télévisuelle québécoise comme une œuvre qui marque un tournant. Le réalisme empreint d'ésotérisme est également une première au Québec dans ce type de série diffusée sur un réseau public.

## Récompenses
Les membres de l'Académie canadienne du cinéma et de la télévision lui ont décerné vingt prix Gémeaux, douze pour la première saison et huit pour la deuxième.

### Première saison
- Prix Gémeaux 2004 : Meilleure série dramatique
- Prix Gémeaux 2004 : Meilleur rôle de soutien masculin dans une série dramatique pour Benoît Gouin
- Prix Gémeaux 2004 : Meilleur rôle de soutien féminin dans une série dramatique pour Julie McClemens
- Prix Gémeaux 2004 : Meilleure réalisation pour une série dramatique (Patrice Sauvé)
- Prix Gémeaux 2004 : Meilleur texte pour une série dramatique (Frédéric Ouellet)
- Prix Gémeaux 2004 : Meilleur montage pour une dramatique
- Prix Gémeaux 2004 : Meilleure direction photo pour une dramatique
- Prix Gémeaux 2004 : Meilleur son pour une dramatique
- Prix Gémeaux 2004 : Meilleure musique originale pour une dramatique (Normand Corbeil)
- Prix Gémeaux 2004 : Meilleurs décors pour toutes catégories (Jean Babin)
- Prix Gémeaux 2004 : Meilleure création de costumes pour toutes catégories (Carmen Alie)
- Prix Gémeaux 2004 : Meilleurs maquillages et coiffures pour toutes catégories

### Deuxième saison
- Prix Gémeaux 2005 : Meilleure série dramatique
- Prix Gémeaux 2005 : Meilleur premier rôle féminin dans une série dramatique pour Fanny Mallette
- Prix Gémeaux 2005 : Meilleure réalisation pour une série dramatique
- Prix Gémeaux 2005 : Meilleure direction photo pour une dramatique
- Prix Gémeaux 2005 : Meilleur son pour une dramatique
- Prix Gémeaux 2005 : Meilleure musique originale pour une dramatique
- Prix Gémeaux 2005 : Meilleurs décors pour toutes catégories
- Prix Gémeaux 2005 : Meilleur thème musical pour toutes catégories